# Ures, Ures
Ures är en ort i Mexiko.   Den ligger i kommunen Ures och delstaten Sonora, i den nordvästra delen av landet, 1 600 km nordväst om huvudstaden Mexico City. Ures ligger 387 meter över havet och antalet invånare är 4 199.
Terrängen runt Ures är platt åt nordväst, men åt sydost är den kuperad. Runt Ures är det mycket glesbefolkat, med 2 invånare per kvadratkilometer. Det finns inga andra samhällen i närheten. Omgivningarna runt Ures är i huvudsak ett öppet busklandskap.